# André Leon Talley
André Leon Talley (ur. 16 października 1948, zm. 18 stycznia 2022 w White Plains w stanie Nowy York) – stylista, dziennikarz modowy, szef działu mody amerykańskiego wydania Vogue’a od 1983 do 1987 roku.

## Życiorys
André Leon Talley wychowywał się w Durham w Karolinie Północnej. Otrzymał stypendium, które umożliwiło mu zdobycie studiów magisterskich na Uniwersytecie Browna. Studiował romanistykę. Rozpoczął studia doktoranckie, jednak rzucił je, aby zająć się modą. Przeprowadził się do Nowego Jorku. Tam rozpoczął staż w Metropolitan Museum of Art. Był także asystentem w redakcji magazynu Interview.
W ciągu swojej kariery zajmował stanowiska redaktora pism modowych oraz pisał recenzje pokazów m.in. dla: WWD, Interview, Vanity Fair, House & Garden. W latach 1983–1987 był szefem działu mody amerykańskiej edycji magazynu Vogue.
Po zwycięstwie w wyborach prezydenckich 2008 Baracka Obamy, Talley został stylistą rodziny Obamy.